# Te dejo en libertad
"Te dejo en libertad" é uma canção da dupla americana de música pop Ha*Ash. Foi lançado pela Sony Music Latin em 11 de julho de 2011 como single. É o segundo single do seu álbum de estúdio A Tiempo (2011). É uma trágica balada de amor.

## Composição e desempenho comercial
Foi lançado oficialmente como o segundo single do seu álbum de estúdio A Tiempo em 11 de julho de 2011. "Te dejo en libertad" foi escrito por Ashley Grace, Hanna Nicole e José Luis Ortega, enquanto Áureo Baqueiro produziu a música. A música é uma balada. O tema é baseado em uma das experiências mais tristes de Ashley Grace, como foi difícil para ela abandonar um relacionamento que a machucou. A própria intérprete se expressou sobre o assunto declarando: "Com um namorado percebi que o maior ato de amor que alguém pode fazer é libertar alguém que você ainda ama. Ele estava comigo para que eu não sofresse. Eu sabia que ficaria assim, se não o deixasse ir".
A canção atingiu a primeira posição da mais ouvida nas rádios do México. Em 2011, a música recebeu o disco ouro no México. Em 2012 a música foi disco de platina. Em 2013, foi anunciado que "Te Dejo en Libertad" foi certificado ouro + platina.

## Vídeo musical
O vídeo musical de "Te dejo en libertad" foi lançado em 20 de  juñho de 2011 na plataforma YouTube no canal oficial de Ha*Ash. O vídeo mostra as irmãs tocando a música ao vivo.

### VersãoPrimera fila: Hecho Realidad
O segundo videoclipe de "Te Dejo en Libertad", gravado para o álbum ao vivo Primera Fila: Hecho Realidad, foi lançado em 24 de abril de 2015. Foi dirigido por Nahuel Lerena. O vídeo foi filmado em Estudios Churubusco, Cidade do México.

### Versão En vivo
O videoclipe gravado para o álbum ao vivo En vivo, foi lançado em 6 de dezembro de 2019. O vídeo foi filmado em Auditório Nacional em Cidade do México, no dia 11 de novembro de 2018.

## Desempenho nas tabelas musicais
| Tabela musical (2011)             | Maior posição |
| --------------------------------- | ------------- |
| Estados Unidos - (Latin Airplay)  | 29            |
| México - (Mexico Espanol Airplay) | 1             |
| México - (Mexico Airplay)         | 1             |
| México - (Monitor Latino)         | 1             |

## Vendas e certificações
| Região | Certificação   | Vendas/distribuição |
| --- | -------------- | ------------------- |
| México (AMPROFON) | Ouro + Platina | 90,000 ^            |
| *vendas baseadas apenas na certificação ^distribuições baseadas apenas na certificação ‡dados de streaming baseados somente em certificação |                |                     |

## Prêmios
| Ano  | Cerimônia                 | Nomeação            | Resultado |
| ---- | ------------------------- | ------------------- | --------- |
| 2011 | Premios SACM              | Sucesso SACM        | Venceu    |
| 2012 | Irresistible Awards Fanta | Canção Irresistible | Venceu    |
| 2012 | Premios Oye!              | Canção favorito     | Indicado  |
| 2015 | Premios Quiero            | Melhor videoclipe   | Indicado  |
| 2015 | Vevo Certified Award      | 100 000 000 views   | Venceu    |

## Histórico de lançamento
| Região       | Data                | Formato          | Gravadora        | Ref.  |
| ------------ | ------------------- | ---------------- | ---------------- | ----- |
| Mundialmente | 11 de julho de 2011 | Digital download | Sony Music Latin | [ 1 ] |